# Jack Purcell
John Edward „Jack“ Purcell (* 24. Dezember 1903 in Guelph; †  10. Juni 1991 in Toronto) war ein kanadischer Badmintonspieler. 

## Karriere
Jack Purcell gewann von 1927 bis 1931 fünf Einzeltitel in Ontario in Serie sowie vier Doppeltitel. 1919 und 1930 wurde er Titelträger im Herreneinzel bei den kanadischen Meisterschaften. Nachdem man ihm seinen Amateurstatus aberkannt hatte, war er von 1932 bis 1945 ununterbrochen Profiweltmeister im Badminton. 1935 kreierte Purcell einen Sportschuh, der auch heute noch produziert wird. 1955 wurde er in Canada's Sports Hall of Fame aufgenommen, 1973 in die Canadian Olympic Hall of Fame.

## Sportliche Erfolge
| Saison | Veranstaltung                 | Disziplin    | Platz | Name            |
| ------ | ----------------------------- | ------------ | ----- | --------------- |
| 1929   | Kanada: Einzelmeisterschaften | Herreneinzel | 1     | Jack E. Purcell |
| 1930   | Kanada: Einzelmeisterschaften | Herreneinzel | 1     | Jack E. Purcell |
| 1931   | All England                   | Herreneinzel | 3     | Jack E. Purcell |